# 宥清寺
宥清寺（ゆうせいじ）是位在日本京都府京都市上京區的寺院，本門佛立宗大本山。本尊十界大曼荼羅、開基（創立者）為日辨。原址在藤原定家舊邸（二條西洞院），是日蓮門下在京都最古的寺院。

## 關連項目
- 長松清風

## 外部連結
- 宥清寺（页面存档备份，存于）